# قشلاق شاه خانم غل أقا (مقاطعة بيله سوار)
قشلاق شاه خانم غل أقا (بالفارسية: قشلاق شاه خانم گل آقا) هي منطقة سكنية تقع في إيران في أردبيل.